# George McEachran
George McEachran, né le 30 août 2000 à Oxford, est un footballeur anglais qui évolue au poste de milieu de terrain à Grimsby Town.
Il est le frère de Josh McEachran.

## Biographie

### En club
Le 30 janvier 2020, il est prêté à SC Cambuur.

### En équipe nationale
Avec les moins de 17 ans, il participe au championnat d'Europe des moins de 17 ans en 2017. Lors de ce tournoi, il joue six matchs, inscrivant un but contre l'Ukraine. Il délivre également deux passes décisives, contre l'Ukraine et les Pays-Bas. L’Angleterre atteint la finale de cette compétition, en étant battue par l'Espagne après une séance de tirs au but.
Il dispute ensuite quelques mois plus tard la Coupe du monde des moins de 17 ans organisée en Inde. Lors du mondial junior, il joue six matchs. Il délivre une passe décisive face au Chili en phase de groupe. L'Angleterre prend sa revanche en battant l'Espagne en finale.

## Palmarès

### En sélection
- Angleterre -17 ans
  - Vainqueur de la Coupe du monde en 2017.
  - Finaliste du Championnat d'Europe en 2017.

### En club
- Chelsea FC
  - Vainqueur de la Ligue Europa en 2019.

### Distinction personnelle
- Nommé dans l'équipe-type du championnat d'Europe des moins de 17 ans 2017.